# Libellula angelina
Libellula angelina је инсект из реда Odonata и фамилије Libellulidae.

## Распрострањење
Врста је присутна у Јапану, Јужној Кореји, Кини и Северној Кореји.
Популација ове врсте се смањује, судећи по расположивим подацима.

## Станиште
Станиште врсте су слатководна подручја.

## Угроженост
Ова врста је крајње угрожена и у великој опасности од изумирања.